# 尤格拉斯湖

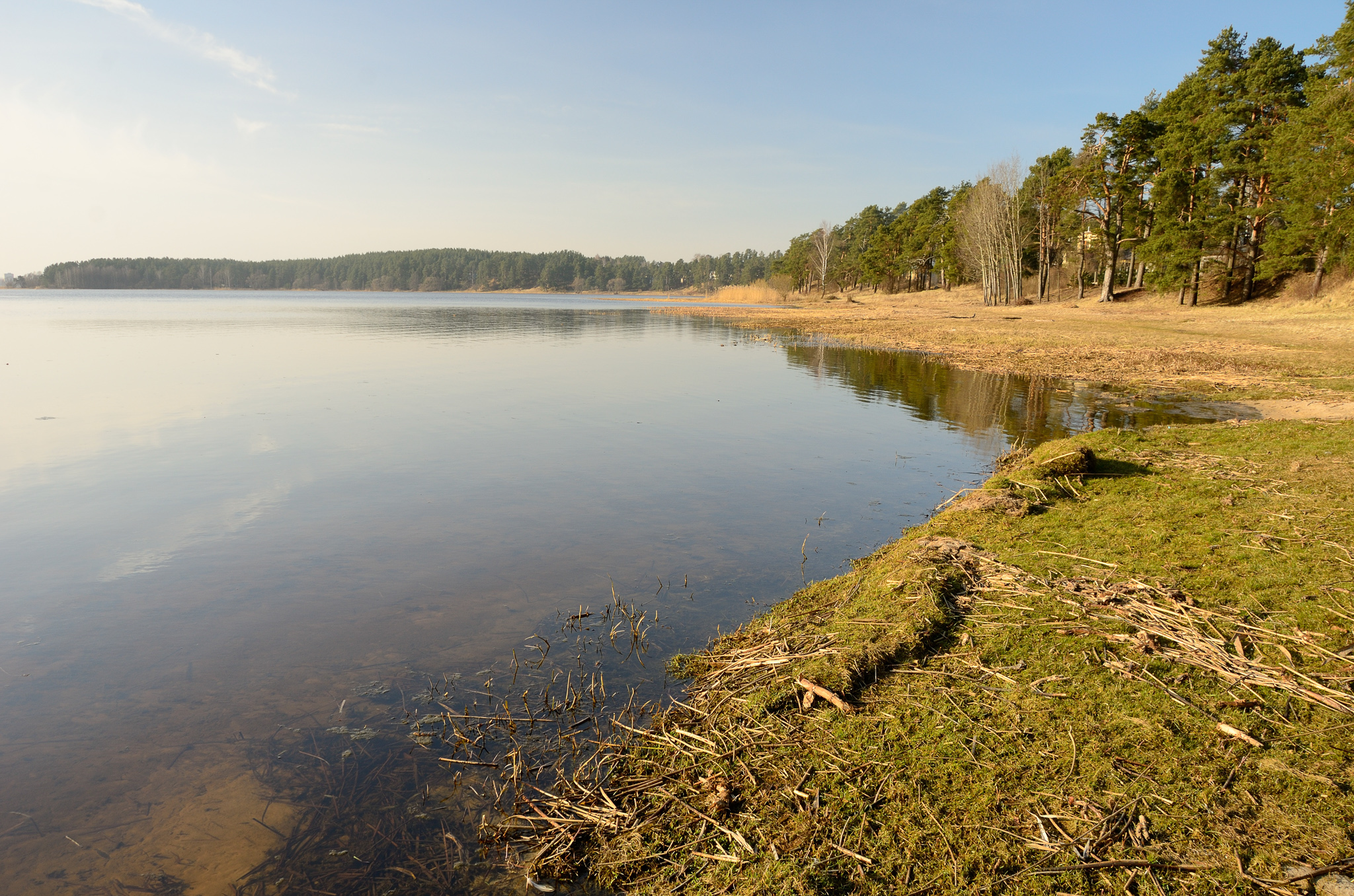
尤格拉斯湖

尤格拉斯湖（拉脫維亞語：Juglas ezers）是拉脫維亞的湖泊，位於首都里加東面，長4.6公里、寬2.1公里，面積5.7平方公里，集水區面積1,710平方公里，海拔高度0.2米，湖岸線長度17.6公里，平均水深1.7米，最大水深2.5米。